# SV Vespo
SV Vespo ist ein im Jahr 1959 gegründeter Fußballverein aus Rincon auf der Insel Bonaire und spielt in der Saison 2015 in der Bonaire League, der höchsten Spielklasse des Fußballverbands von Bonaire. Der Verein konnte in seiner Historie zwei Meistertitel in der Bonaire League erringen, zuletzt in der Saison 2006/07.

## Erfolge
- Bonaire League[1]

Meister: 1995, 2006/07